# Rudolf Pechall
Rudolf Pechall (* 15. April 1866 in Wiener Neustadt; † 20. August 1937 ebenda) war ein österreichischer Politiker (GDVP), Pflasterermeister und Bauunternehmer. Er war von 1921 bis 1927 Abgeordneter zum Landtag von Niederösterreich und von 1927 bis 1932 Mitglied des Bundesrates.
Pechall besuchte die Berufsschule und erlernte in der Folge den Beruf des Pflasterers. Er war danach als Pflasterer, aber auch als Bauunternehmer tätig und gehörte zwischen 1913 und 1918 dem Gemeinderat von Wiener Neustadt an. Zudem diente Pechall zwischen 1916 und 1918 im Ersten Weltkrieg. Er wurde am 10. Juni 1921 in den Niederösterreichischen Landtag gewählt und gehörte diesem bis zum 20. Mai 1927 an. Zudem vertrat er die Großdeutsche Volkspartei zwischen dem 20. Mai 1927 und dem 3. Juni 1932 im Bundesrat. 